# Hestina
Hestina is een geslacht van vlinders uit de familie Nymphalidae.

## Soorten
- Hestina assimilis
- Hestina dissimilis
- Hestina divona
- Hestina japonica
- Hestina jermyni
- Hestina mena
- Hestina mimetica
- Hestina nama
- Hestina namoides
- Hestina risna
- Hestina nicevillei (gekend van één mannetje, mogelijk een aberratie)
- Hestina ouvradi
- Hestina persimilis
- Hestina waterstradti